# Игнатий (Шестаков)
Иеромона́х Игна́тий (в миру Андрей Вадимович Шестаков; род. 17 августа 1974, Москва, СССР) — иеромонах Русской православной церкви; специалист по истории и культуре Сербии, сотрудник церковно-научного центра «Православная энциклопедия», редактор сербскоязычной версии православного информационного интернет-портала Православие.Ru. Автор статей, опубликованных на портале «Православие.Ru», в Православной энциклопедии и иных церковных изданиях — по истории Сербской православной церкви, а также проповеднического характера. Преподаватель истории поместных церквей Сретенской духовной академия (до 13 апреля 2021 года — семинарии). Член Союза писателей России.

## Биография
Окончил исторический факультет МГУ, где занимался балканистикой и историей Югославии. «Доучившись до третьего курса, я понял, что ничего, кроме Сербии и Балкан меня особо не интересует <…> из других научных направлений. Более близкое знакомство с этой темой произошло на семинарах доктора исторических наук Е. Ю. Гуськовой, посвященных конфликту на Балканах 1991—1995 гг. Как-то все это стало интересно и близко. Трагическая история наших славянских братьев, против которых, казалось, воевал весь мир».
С 2000 года — насельник Сретенского монастыря в Москве.
В 2017 году был одним из авторов экспозиции фотографий о семье российского императора Николая II «Романовы: царское служение», которую с того года до марта 2019 года представил как выставку в более чем 100 городах мира: ряде городов Сербии, Черногории, Германии, Хорватии и других стран Европы, а также Латинской Америке, США, Канаде и Новой Зеландии. Выставки в большинстве случаев организовывались в кооперации с сербскими церковными и общественными структурами, а также местными представительствами Россотрудничества.
Подчеркивает важную роль сербов и Сербии в истории работы выставки «Романовы: царское служение» по всему миру:
«Когда мы решили проводить первые выставки в Сербии — именно с этой страны все началось, то совсем не ожидали такой бесконечной любви к Николаю II и его семьи от местных жителей и этот момент стал для нас отрезвляющим. Сейчас в России многие спорят о том, каким был наш император, но у сербов есть такое свойство, своего рода, евангельская правда — им не нужно ничего доказывать, они умеют чувствовать сердцем то, где находится истина. После событий Первой мировой войны для большинства жителей Сербии Николай II стал как отец».
«Именно на территории, где проживает сербский народ — тогда это называлось Королевство Югославия, где очень тепло приняли русскую эмиграцию после революции — и зародилось почитание Николая II как святого. Именно в Белграде появился первый музей личных вещей российского императора, который был открыт в Русском доме культуры в центре сербской столицы в 30-е годы XX века, который также носил его имя. Именно в Сербии задолго до прославления императора в лике святых появились первые его изображения в храмах, а Белград является единственной столицей в мире, где есть улица, которая носит его имя, — ведь даже в Москве этого нет».
Автор книги «Духовни устанак» (пер. с серб. «Духовное восстание»), которая вышла на сербском языке в октябре 2019 года в одном из крупнейших издательств Сербии «Бернар». В книгу вошли избранные проповеди и интервью священника, затрагивающие самые актуальные вопросы жизни современного православного христианина. Издание на сербском языке было впервые представлено публике на Белградской книжной ярмарке осенью 2019 года.
В августе 2020 года в российском издательстве «Вольный странник» вышла книга «Святые сербские жены», которая рассказывает о святых женах Сербской Церкви, чью память чтут и в русской церковной традиции. «Святые сербские жены» — сборник, где представлены полные жития удивительных подвижниц, в чьих подвигах открываются искренняя вера, благочестие, любовь, пример молитвы и заботы о ближних. Именно они воспитывали будущих подвижников, христолюбивых правителей и мучеников за веру.

## Опубликованные сочинения
Составление и редакция
- Еп. Афанасий (Евтич). Хлеб богословия / Андрей (Шестаков), инок (сост., пер., прим.) — М.: Сретенский м-рь, 2004
- Будь верен до смерти: Судьбы Православия в Османской империи XV-XX вв.: Сб. / Сост. инок Андрей (Шестаков), Александра Никифорова. — М: Изд. Сретенского монастыря, 2005.
- Год со святителем Николаем Сербским (Велимировичем) / Сост. и предисл. иером. Игнатия (Шестакова). — М.: Изд-во Сретенского монастыря, 2009. — 384 с.
- Духовни устанак — Јеромонах Игњатије Шестаков, 178 страница. Издаје: Бернар, Стари Бановци — Београд 2019.

книги
- Святые сербские жены : жития святых жен Сербской Православной Церкви. — Москва : Вольный Странник, 2020.— 128 с. — ISBN 978-5-00178-000-7
- Духовное пробуждение : проповеди. — Москва : Вольный Странник, 2021. — 352 с. — ISBN 978-5-00178-041-0

Публикации
- Когда террор становится законом: Из истории гонений на Православную Церковь в Хорватии в середине XX века // Церковный вестник. — № 21 (250). — октябрь 2002
- Трагедия Хиландара // Церковный вестник. — № 5 (282). — март 2004
- Придет ли мир в Косово? // Церковный вестник. — № 7 (284). — апрель 2004
- Сербская Церковь и оккупационные режимы на территории Югославии 1941—1945 // Альфа и Омега. 2005 — № 2 (43). — C. 357—368
- Сербский Патриарх требует не осквернять храм Христа Спасителя в Приштине / Церковный вестник. — № 21 (322). — ноябрь 2005
- «Голову отдаю, но народ не оставлю!» // Церковный вестник. — № 22 (347). — ноябрь 2006
- Добродетельный зодчий и мученик Христов // Церковный вестник. — № 13-14 (362—363). — июль 2007.
- Нечужие святые // Журнал Московской Патриархии. — 2012. — № 7. — С. 80—81.

Статьи в православной энциклопедии
- Базиаш // Православная энциклопедия. — М., 2002. — Т. IV : Афанасий — Бессмертие. — С. 263. — 39 000 экз. — ISBN 5-89572-009-9.
- Баня-Лукская епархия // Православная энциклопедия. — М., 2002. — Т. IV : Афанасий — Бессмертие. — С. 307-308. — 39 000 экз. — ISBN 5-89572-009-9.
- Белградский богословский факультет // Православная энциклопедия. — М., 2002. — Т. IV : Афанасий — Бессмертие. — С. 517-518. — 39 000 экз. — ISBN 5-89572-009-9.
- Босния и Герцеговина // Православная энциклопедия. — М., 2003. — Т. VI : Бондаренко — Варфоломей Эдесский[англ.]. — С. 93-103. — 39 000 экз. — ISBN 5-89572-010-2.
- Будимлянско-Никшичская епархия // Православная энциклопедия. — М., 2003. — Т. VI : Бондаренко — Варфоломей Эдесский[англ.]. — С. 317-318. — 39 000 экз. — ISBN 5-89572-010-2.
- Варнава (Настич) // Православная энциклопедия. — М., 2003. — Т. VI : Бондаренко — Варфоломей Эдесский[англ.]. — С. 653. — 39 000 экз. — ISBN 5-89572-010-2.
- Варнава (Росич) // Православная энциклопедия. — М., 2003. — Т. VI : Бондаренко — Варфоломей Эдесский[англ.]. — С. 648-649. — 39 000 экз. — ISBN 5-89572-010-2.
- Василий (Бркич-Йованович) // Православная энциклопедия. — М., 2004. — Т. VII : Варшавская епархия — Веротерпимость. — С. 63-64. — 39 000 экз. — ISBN 5-89572-010-2.
- Василий (Костич) // Православная энциклопедия. — М., 2004. — Т. VII : Варшавская епархия — Веротерпимость. — С. 84. — 39 000 экз. — ISBN 5-89572-010-2.
- Викентий (Проданов) // Православная энциклопедия. — М., 2004. — Т. VIII : Вероучение — Владимиро-Волынская епархия. — С. 412-413. — 39 000 экз. — ISBN 5-89572-014-5.
- Виссарион Сарай // Православная энциклопедия. — М., 2004. — Т. VIII : Вероучение — Владимиро-Волынская епархия. — С. 551-552. — 39 000 экз. — ISBN 5-89572-014-5. (в соавторстве с Мирчей Пэкурариу)
- Владимир (Раич) // Православная энциклопедия. — М., 2004. — Т. VIII : Вероучение — Владимиро-Волынская епархия. — С. 658-659. — 39 000 экз. — ISBN 5-89572-014-5.
- Владислав (Митрович) // Православная энциклопедия. — М., 2005. — Т. IX : Владимирская икона Божией Матери — Второе пришествие. — С. 95. — 39 000 экз. — ISBN 5-89572-015-3.
- Вукашин // Православная энциклопедия. — М., 2005. — Т. X : Второзаконие — Георгий. — С. 21. — 39 000 экз. — ISBN 5-89572-016-1.
- Гавриил I (Раич) // Православная энциклопедия. — М., 2005. — Т. X : Второзаконие — Георгий. — С. 232-233. — 39 000 экз. — ISBN 5-89572-016-1. (в соавторстве с А. А. Туриловым)
- Гавриил V (Дожич) // Православная энциклопедия. — М., 2005. — Т. X : Второзаконие — Георгий. — С. 237. — 39 000 экз. — ISBN 5-89572-016-1.
- Георгий (Джокич) // Православная энциклопедия. — М., 2006. — Т. XI : Георгий — Гомар. — С. 33. — 39 000 экз. — ISBN 5-89572-017-X.
- Гомирье // Православная энциклопедия. — М., 2006. — Т. XII : Гомельская и Жлобинская епархия — Григорий Пакуриан. — С. 41-42. — 39 000 экз. — ISBN 5-89572-017-X.
- Горно-Карловацкая епархия // Православная энциклопедия. — М., 2006. — Т. XII : Гомельская и Жлобинская епархия — Григорий Пакуриан. — С. 126-128. — 39 000 экз. — ISBN 5-89572-017-X.
- Далматинская епархия // Православная энциклопедия. — М., 2006. — Т. XIII : Григорий Палама — Даниель-Ропс. — С. 657-659. — 39 000 экз. — ISBN 5-89572-022-6.
- Даниил (Влахович) // Православная энциклопедия. — М., 2007. — Т. XIV : Даниил — Димитрий. — С. 86. — 39 000 экз. — ISBN 978-5-89572-024-0.
- Даниил (Дайкович) // Православная энциклопедия. — М., 2007. — Т. XIV : Даниил — Димитрий. — С. 86. — 39 000 экз. — ISBN 978-5-89572-024-0.
- Даниил (Люботина) // Православная энциклопедия. — М., 2007. — Т. XIV : Даниил — Димитрий. — С. 87. — 39 000 экз. — ISBN 978-5-89572-024-0.
- Даниил (Якшич) // Православная энциклопедия. — М., 2007. — Т. XIV : Даниил — Димитрий. — С. 92-93. — 39 000 экз. — ISBN 978-5-89572-024-0.
- Даниил I архиеп. Сербский // Православная энциклопедия. — М., 2007. — Т. XIV : Даниил — Димитрий. — С. 93. — 39 000 экз. — ISBN 978-5-89572-024-0.
- Даниил III Баньский, Младший // Православная энциклопедия. — М., 2007. — Т. XIV : Даниил — Димитрий. — С. 96. — 39 000 экз. — ISBN 978-5-89572-024-0. (в соавторстве с А. А. Туриловым)
- Джурджеви Ступови // Православная энциклопедия. — М., 2007. — Т. XIV : Даниил — Димитрий. — С. 556-557. — 39 000 экз. — ISBN 978-5-89572-024-0.
- Джурджеви Ступови // Православная энциклопедия. — М., 2007. — Т. XIV : Даниил — Димитрий. — С. 557-558. — 39 000 экз. — ISBN 978-5-89572-024-0.
- Дионисий II (Илич, Илиевич) // Православная энциклопедия. — М., 2007. — Т. XV : Димитрий — Дополнения к „Актам Историческим“. — С. 308. — 39 000 экз. — ISBN 978-5-89572-026-4.
- Досифей (Васич) // Православная энциклопедия. — М., 2007. — Т. XVI : Дор — Евангелическая церковь союза. — С. 51-52. — 39 000 экз. — ISBN 978-5-89572-028-8. (в соавторстве с В. В. Бурегой)
- Евгений (Летица) // Православная энциклопедия. — М., 2008. — Т. XVII : Евангелическая церковь чешских братьев — Египет. — С. 73-74. — 39 000 экз. — ISBN 978-5-89572-030-1.
- Евгений (Йованович) // Православная энциклопедия. — М., 2008. — Т. XVII : Евангелическая церковь чешских братьев — Египет. — С. 73-74. — 39 000 экз. — ISBN 978-5-89572-030-1.
- Евстафий II // Православная энциклопедия. — М., 2008. — Т. XVII : Евангелическая церковь чешских братьев — Египет. — С. 310. — 39 000 экз. — ISBN 978-5-89572-030-1.
- Елена Дечанская // Православная энциклопедия. — М., 2008. — Т. XVIII : Египет древний — Эфес. — С. 306-307. — 39 000 экз. — ISBN 978-5-89572-032-5.
- Ефрем (Банянин) // Православная энциклопедия. — М., 2008. — Т. XIX : Ефесянам послание — Зверев. — С. 60. — 39 000 экз. — ISBN 978-5-89572-034-9.
- Ефрем (Бойович) // Православная энциклопедия. — М., 2008. — Т. XIX : Ефесянам послание — Зверев. — С. 60-61. — 39 000 экз. — ISBN 978-5-89572-034-9.
- Ефрем (Янкович) // Православная энциклопедия. — М., 2008. — Т. XIX : Ефесянам послание — Зверев. — С. 67-69. — 39 000 экз. — ISBN 978-5-89572-034-9. (в соавторстве с А. В. Маштафаровым)
- Захумско-Герцеговинская и Приморская епархия // Православная энциклопедия. — М., 2008. — Т. XIX : Ефесянам послание — Зверев. — С. 711-712. — 39 000 экз. — ISBN 978-5-89572-034-9.
- Зворникско-Тузланская епархия // Православная энциклопедия. — М., 2009. — Т. XX : Зверин в честь Покрова Пресвятой Богородицы женский монастырь — Иверия. — С. 31-33. — 39 000 экз. — ISBN 978-5-89572-036-3.
- Игнатий (Мидич) // Православная энциклопедия. — М., 2009. — Т. XXI : Иверская икона Божией матери — Икиматарий. — С. 122-123. — 39 000 экз. — ISBN 978-5-89572-038-7.
- Иерофей (Мутибарич) // Православная энциклопедия. — М., 2009. — Т. XXI : Иверская икона Божией матери — Икиматарий. — С. 391. — 39 000 экз. — ISBN 978-5-89572-038-7.
- Иларион (Зеремский) // Православная энциклопедия. — М., 2009. — Т. XXII : Икона — Иннокентий. — С. 174. — 39 000 экз. — ISBN 978-5-89572-040-0.
- Иоанн (Илич) // Православная энциклопедия. — М., 2010. — Т. XXIII : Иннокентий — Иоанн Влах. — С. 407-408. — 39 000 экз. — ISBN 978-5-89572-042-4.
- Иоанн (Младенович) // Православная энциклопедия. — М., 2010. — Т. XXIII : Иннокентий — Иоанн Влах. — С. 426-427. — 39 000 экз. — ISBN 978-5-89572-042-4.
- Иоанн (Павлович) // Православная энциклопедия. — М., 2010. — Т. XXIII : Иннокентий — Иоанн Влах. — С. 427. — 39 000 экз. — ISBN 978-5-89572-042-4.
- Иоанникий (Липовац) // Православная энциклопедия. — М., 2011. — Т. XXV : Иоанна деяния — Иосиф Шумлянский. — С. 75. — 39 000 экз. — ISBN 978-5-89572-046-2.
- Иоанникий (Мичович) // Православная энциклопедия. — М., 2011. — Т. XXV : Иоанна деяния — Иосиф Шумлянский. — С. 107-108. — 39 000 экз. — ISBN 978-5-89572-046-2.
- Иосиф (Йованович-Шакабента) // Православная энциклопедия. — М., 2011. — Т. XXV : Иоанна деяния — Иосиф Шумлянский. — С. 626. — 39 000 экз. — ISBN 978-5-89572-046-2.
- Иосиф (Цвийович) // Православная энциклопедия. — М., 2011. — Т. XXV : Иоанна деяния — Иосиф Шумлянский. — С. 675-677. — 39 000 экз. — ISBN 978-5-89572-046-2.
- Канадская епархия // Православная энциклопедия. — М., 2012. — Т. XXX : Каменец-Подольская епархия — Каракал. — С. 150-151. — 39 000 экз. — ISBN 978-5-89572-031-8. (в соавторстве с А. М. Прашчевичем)
- Клисина (Огненная Мария) // Православная энциклопедия. — М., 2014. — Т. XXXV : Кириопасха — Клосс. — С. 702-703. — 33 000 экз. — ISBN 978-5-89572-041-7.
- Ком // Православная энциклопедия. — М., 2014. — Т. XXXVI : Клотильда — Константин. — С. 497-498. — 29 000 экз. — ISBN 978-5-89572-041-7.
- Комоговина // Православная энциклопедия. — М., 2014. — Т. XXXVI : Клотильда — Константин. — С. 554. — 29 000 экз. — ISBN 978-5-89572-041-7.
- Крка // Православная энциклопедия. — М., 2015. — Т. XXXIX : Крисп — Лангадасская, Литиская и Рендинская митрополия. — С. 37-38. — 33 000 экз. — ISBN 978-5-89572-033-2.
- Крупа // Православная энциклопедия. — М., 2015. — Т. XXXIX : Крисп — Лангадасская, Литиская и Рендинская митрополия. — С. 62. — 33 000 экз. — ISBN 978-5-89572-033-2.
- Мардарий (Ускокович) // Православная энциклопедия. — М., 2016. — Т. XLIII : Максим — Маркелл I. — С. 441-442. — 30 000 экз. — ISBN 978-5-89572-049-3.
- Месич // Православная энциклопедия. — М., 2017. — Т. XLV : Мерри Дель Валь — Михаил Парехели. — С. 20-21. — 39 000 экз. — ISBN 978-5-89572-052-3.
- Миливоевич // Православная энциклопедия. — М., 2017. — Т. XLV : Мерри Дель Валь — Михаил Парехели. — С. 216-217. — 39 000 экз. — ISBN 978-5-89572-052-3.
- Митрофан (Никитин) // Православная энциклопедия. — М., 2017. — Т. XLV : Мерри Дель Валь — Михаил Парехели. — С. 482-483. — 39 000 экз. — ISBN 978-5-89572-052-3.
- Нектарий (Круль) // Православная энциклопедия. — М., 2017. — Т. XLVIII : Муромский в честь Успения Пресвятой Богородицы мужской монастырь — Непал. — С. 597-598. — 30 000 экз. — ISBN 978-5-89572-055-4.
- Никанор (Иличич) // Православная энциклопедия. — М., 2018. — Т. XLIX : Непеин — Никодим. — С. 423. — 39 000 экз. — ISBN 978-5-89572-056-1.